# Filologia łotewska
Filologia łotewska (letonistyka) – nauka o języku, literaturze, kulturze, historii i dziejach Łotwy. Najważniejsze ośrodki letonistyki w Polsce znajdują się w Poznaniu i Warszawie. Jedyna w Polsce filologia łotewska znajduje się w Poznaniu (w Warszawie - filologia bałtycka). Filologia łotewska w Poznaniu wykładana jest w zakładzie bałtologii (Instytut Językoznawstwa, Wydział Neofilologii). Jako poddyscyplina, zaliczana jest do bałtystyki.

## Polscy letoniści
- Stanisław Kolbuszewski[1]